# Pteracontiodus
Genre
Pteracontiodus est un genre de conodontes de la famille des Acodontidae (ordre des Prioniodontida).

## Systématique
Le genre Pteracontiodus a été créé en 1965 par Reginald Wilson Harris (d) et Beth Harris (d), avec pour espèce type Pteracontiodus aquilatus.

## Liste d'espèces
- † Pteracontiodus alatus (Dzik, 1976)
  - syn. Eoneoprioniodus alatus (Dzik, 1976)
  - syn. Triangulodus alatus Dzik, 1976
- † Pteracontiodus aquilatus Harris & Harris, 1965 - espèce type
- † Pteracontiodus armillatus Smith, 1985
- † Pteracontiodus bransoni (Ethington & Clark, 1981)
  - syn. Acodus bransoni (Ethington & Clark, 1981)
  - syn. Oistodus bransoni Ethington & Clark, 1981
- † Pteracontiodus exilis Harris & Harris, 1965
- † Pteracontiodus gracilis Ethington & Clark, 1982

noms en synonymie
- †Pteracontiodus cryptodens (Mound, 1965) = †Eoneoprioniodus tripterolobus Mound, 1965

## Étymologie
Le nom générique, Pteracontiodus, est la combinaison du grec ancien πτερόν, pterón, « plume, aile » et du nom du genre Acontiodus. 

## Publication originale
- (en) R. W. Harris et Beth Harris, « Some West Spring Creek (Ordovician Arbuckle) Conodonts from Oklahoma », Oklahoma Geology Notes, Oklahoma Geological Survey (d), vol. 25, no 2,‎ février 1965, p. 34-47 (ISSN 0030-1736, lire en ligne).